# アイルランドのラグビーユニオン
アイルランドのラグビーユニオンは、アイルランドにおけるラグビーのチームスポーツである。ラグビーユニオンはオールアイルランドから組織され、アイルランド共和国と北アイルランドの両方からの1つのナショナルチーム、1つの 統括団体、1つのリーグを持つ。アイルランドは、イングランドとスコットランドに続いて3番目に古いラグビーネイションであり、ラグビーユニオンはウェールズよりも前に部分的に組織された。

## 統括団体

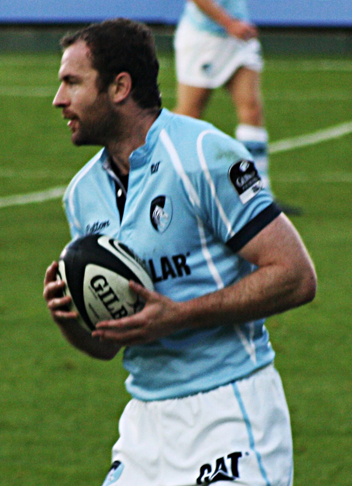
イングランドのクラブであるレスター・タイガースでプレーするジョーダン・マーフィー。

アイルランドラグビー協会（IRFU）はアイルランドにおけるラグビーユニオンの統括団体である。IRFUは5つの支部に分かれている。主要4支部はアイルランドの4つの地方（アルスター、マンスター、レンスター、コナート）を代表する。それぞれの地方支部はその地理的領域内でラグビーユニオン競技を組織する。それぞれの地方のトップチームはプロ14（最初の名称はケルティックリーグ、後にプロ12に改名）に参加する。5つ目の支部はエグザイルズ（Exiles）支部であり、先祖からアイルランドを代表する資格を持つイングランド、スコットランド、およびウェールズに居住する選手を見つけ出し、開拓する責務を負う。
当初は、1874年に創設された2つの協会が存在した。アイリッシュ・フットボール・ユニオンはレンスター、マンスター、ならびにアルスターの一部におけるクラブに対する管轄権を持ち、ノーザン・フットボール・ユニオン・オブ・アイルランドがベルファスト地域を統制した。これら2つの組織の合併によって1879年にIRFUが結成され、レンスター、マンスター、およびアルスターに新たなIRFUの支部が結成された。コナート支部は1886年に結成された。
IRFUは1886年にスコットランドおよびウェールズと共に国際ラグビーフットボール評議会（現在のワールドラグビー）の創立メンバーである（イングランドは1890年まで加盟を拒否した）。

## 歴史

### 前史
アイルランドは、ラグビーフットボールやサッカー、ゲーリックフットボールといった様々な形式の現代フットボールが法典化されるよりずっと前に民俗フットボールゲームの強い伝統を持っていた。民俗フットボールは地方ごとにかなり異なっていることが多く、一部は特定の現代フットボールコードにより似ていた。
別の文書は、ミーズ、ラウス、およびノースダブリンが16世紀と17世紀の間のフットボールの拠点であったことを示唆する。Réamann Ó Murchadaによる詩『Iomáin Léana an Bhábhdhúin』は1750年にオミースで行われた1チーム8人によるフットボールの試合を描いており、この試合は正午から日没まで続いた。
フットボールの異なる変種は国の様々な地域でプレーされた。試合は小教区間あるいは男爵領間でプレーされ、数時間続くこともあった。しかしながら、この競技の組織化された形式は存在せず、様々な地域間の相互作用もほとんどなかった。規則も地域によって差異があり、一部の競技は他よりも規律があった。選手の数も土地ごとに異なっていたが、競技場の一方の端からもう一方の端へボールを移動させる基本原理は同じままであった。
これらのゲームで使われるボールはラグビーボールに似ていることもあった。
ボールは一般的に丸かったが、使われた素材に依存して、卵形のこともあった。しかしこれは設計よりむしろ偶然によるものであった。
Jack Mahonによれば、アイルランドの田舎においてさえも、伝統的スポーツであるケイド（caid）は、トリッピング（相手の足を引っ掛けること）が許されていた「荒っぽいゲーム」に取って代わられ始めていた。

### 19世紀末
1860年代、1870年代、1880年代の間、ラグビーは、サッカーと共に、アイルランドで人気になり始めた。ダブリン大学トリニティ・カレッジがラグビーの初期の拠点だった。

### ラグビーとGAA

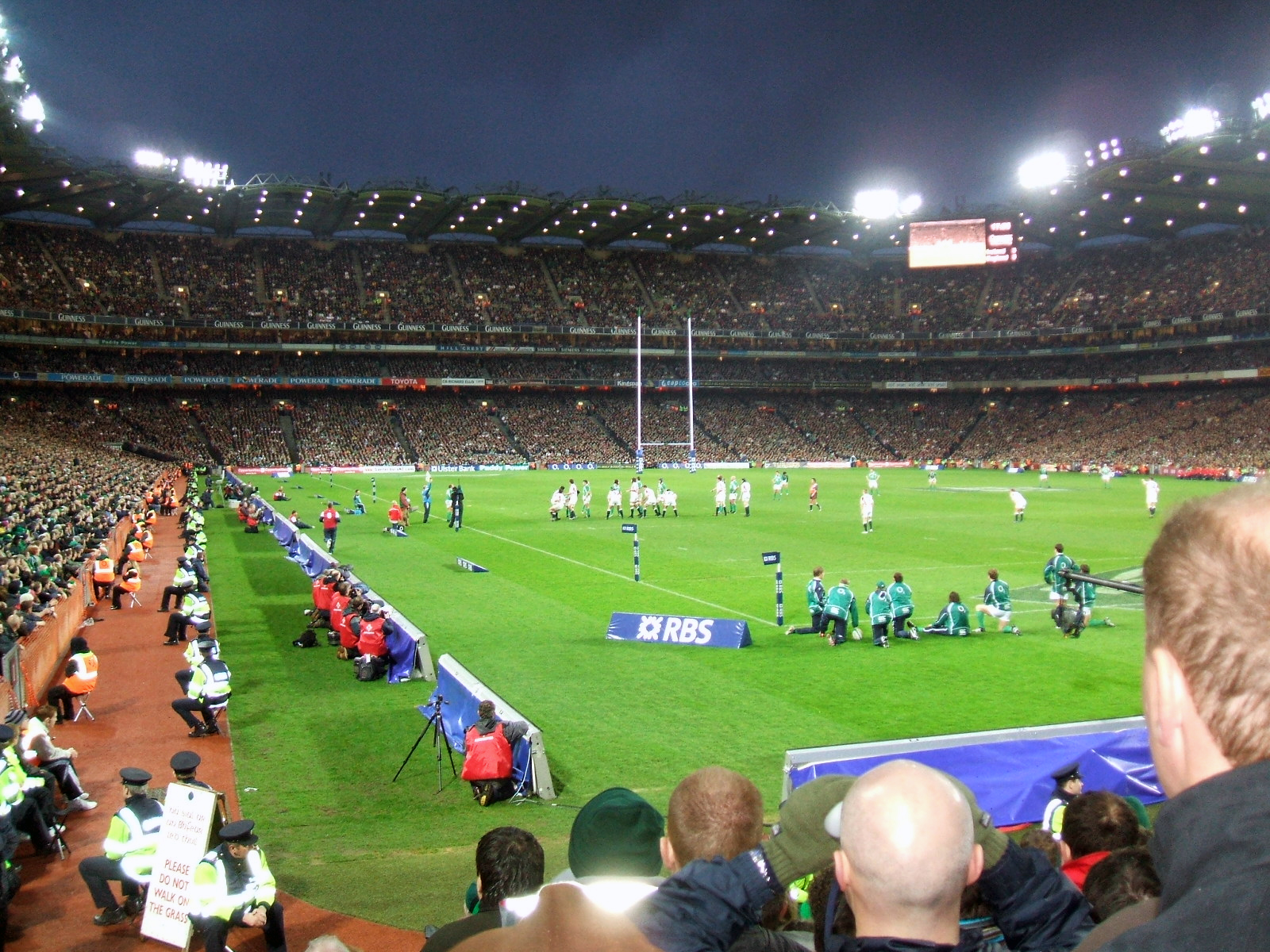
アイルランドとイングランドの試合を開催しているクローク・パーク

19世紀末の間、ラグビーを含むイングランドのスポーツの認知された侵害に反応して、アイルランド民族主義者マイケル・キューザックはゲーリック体育協会（GAA）を設立した。GAAの公式指針ではGAAのスタジアムではゲーリック・ゲームズ以外の競技をプレーすることが禁止されており、2007年に撤廃されるまでラグビーのプレーも禁止されていた。しかしながら、この規則はランズダウン・ロードが再開発されている期間は緩和され、クローク・パークでラグビーがプレーされた。クローク・パークで開催されたレンスターとマンスターの試合はクラブラグビーの観客動員数記録を塗り替えた。
緩和された規則の下で行われた最初の試合は2007年2月11日に開催された。この試合はアイルランド対フランスのシックス・ネイションズにおける試合であり、アイルランドは17対20で敗れた。イングランドと対戦した次の試合では、1920年の血の日曜日事件においてイギリス軍の部隊が14人の観客を殺害したグラウンドで「女王陛下万歳」が演奏されたため、論議を呼んだ。グラウンド外では共和主義シン・フェイン党による小規模な抗議があった。ある男性は「No to foreign games」と書かれた看板を持っていたが、皮肉にもセルティックFCのトラックスーツを着ていた。
アイルランドのラグビーは、2016年11月15日にラグビーワールドカップ2023の開催国に立候補することを公式に発表した。これにはGAAが所有する8会場が含まれるだろう。8会場はクローク・パーク（ダブリン）、フィッツジェラルド・スタジアム （ケリー）、ポールク・イー・ヒーヴ（コーク）、ピアース・スタジアム（ゴールウェイ）、ケースメント・パーク（ベルファスト）、Elverysマクヘイル・パーク（メイヨー）、ノーラン・パーク（キルケニー）、セルティック・パーク（デリー）である。

### 20世紀

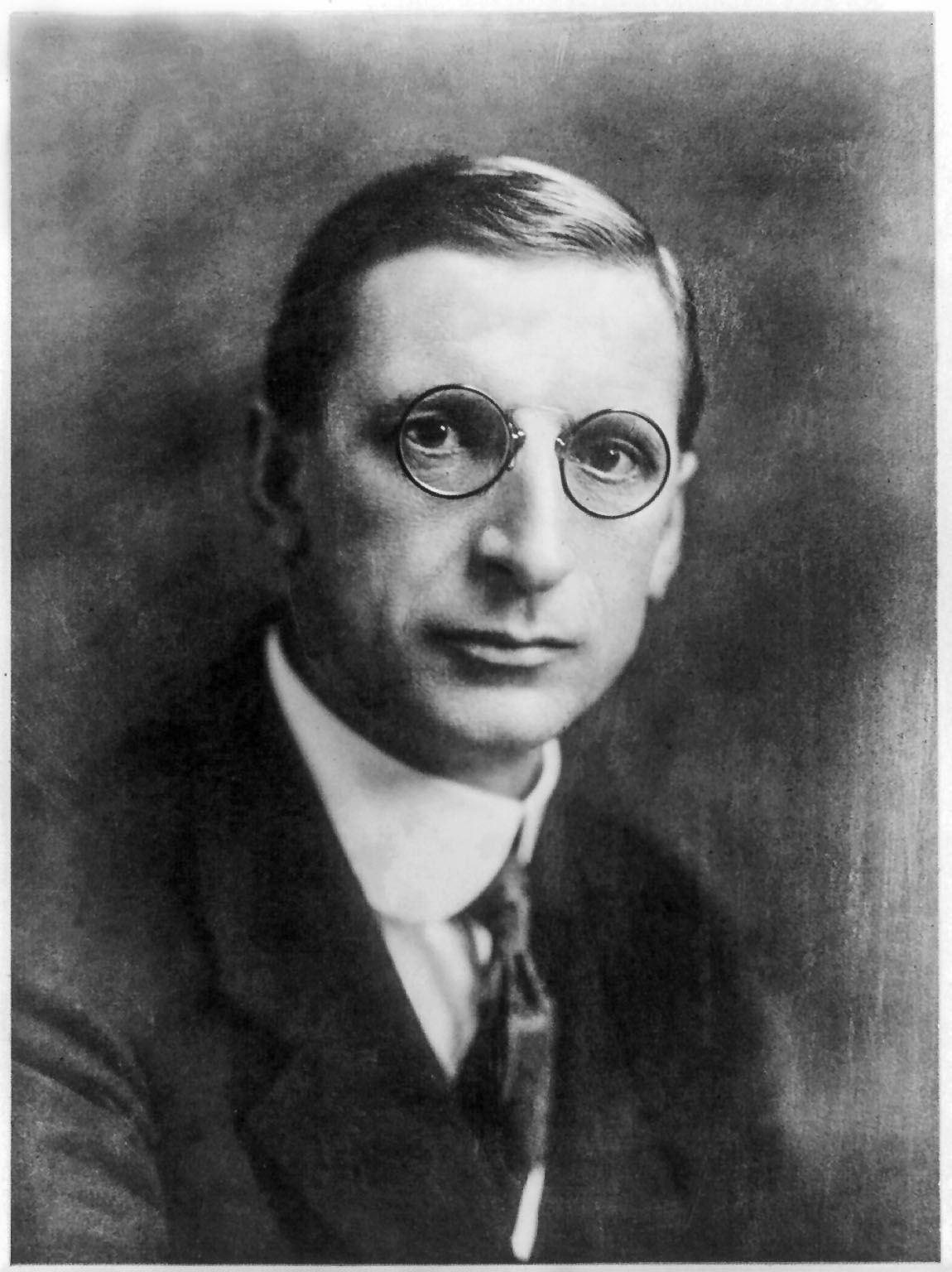
アイルランドの大統領・ティーショクを務めたエイモン・デ・ヴァレラはブラックロック・カレッジとロックウェル・カレッジでラグビーをプレーした。

ラグビーはアイルランド社会のより英国崇拝の要素と伝統的に結び付いてきたものの、民族主義者や共和主義者のコミュニティーの指示がなければ今はなかった。例えば、ティーショクを最も長く務めたエイモン・デ・ヴァレラは元選手であり、生涯ラグビーのファンであった。16歳の時、デ・ヴァレラはダブリン県ブラックロック・カッレジの奨学金を得た。デ・ヴァレラがラグビーをプレーし始めたのはブラックロック・カレッジだった。後のロックウェル・カレッジでの在職期間中、デ・ヴァレラは大学のラグビーチームに加入し、トップチームでフルバックとしてプレーし、マンスター・シニアカップでは決勝に進出した。デ・ヴァレラは、1899年に三冠を達成したチームのライアン兄弟の親友であった。デ・ヴァレラは生涯にわたるラグビーの支持者であり続け、盲目に近くなったにもかかわらず死去するまで数多くの国際試合を観戦した。
その他にラグビーのアイルランド代表としてプレーした経験のある著名な政治家としては、タイローン・ハウ（元統一党議員）、Trevor Ringland（統一党議員候補）、ディック・スプリング（元トーニシュタ〈副首相〉、労働党代議士）がいる。

### 現在

アイルランドラグビーの地方

今日、ラグビーは民族主義者と統一主義者の両方によってプレーされる。歴史的には、アイルランドの異なる地域では異なる社会的集団で人気がある傾向にあったが、一般的に言えばアイルランドおよび遠く離れた場所では中流階級のスポーツと見なされる。リムリック・シティでは、各層の人々に楽しまれているのに対して、レンスターとコーク・シティでは今でも正真正銘の中流階級の競技である。ラグビーは伝統的にコナートでは普及していないが、社会階層によってあまり決められていない。北アイルランドでは、伝統的に主に中流階級のプロテスタント系グラマースクールにおいてプレーされる。北アイルランド政治における雰囲気の変化はこの認識されていた伝統に変化をもたらし、ますます多くのカトリック系グラマースクールと中等教育学校（これらは以前はもっぱらゲーリック・ゲームズと結び付いていた）へとラグビーが導入されていった。
アマチュアリズムからプロフェッショナリズムへのラグビーの転換により、アイルランドラグビー協会（IRFU）は地方構造を使って4つのプロチームを作った。これらのチームのアイルランド人選手はIRFUと契約を結んだ。これは、地方ではなく、中央の協会が選手がいつプレーし、いつ休むかは制御することを意味する。プロフェッショナリズムは、全体としては、トップレベルのアイルランドラグビーにおって非常に良かった。ナショナルチームは数度の三冠と3度のグランドスラムを達成し、世界のラグビーの巨人達に負けないレベルでプレーすることがき、2004年から2009年までの5年間でニュージーランドを含む強豪国全てを破った。
アイルランドの地方代表もプロ時代に成功を収めてきた。アルスターは1999年にヨーロッピアンカップを制覇し、2010年頃にはマンスター、アルスター、およびレンスターが毎回のように大会の決勝ステージに進み、2006年と2008年にマンスターが、2009年、2011年、2012年にレンスターが優勝を果たした（2012年の決勝の相手はアルスター）。加えて、レンスターは2013年にヨーロピアンラグビーチャレンジカップを制した（その年のハイネケンカップのプール戦で敗退し、チャレンジカップの準々決勝から参加）。現在プロ14と呼ばれるリーグでは、アイルランドの地方代表チームが毎年のように優勝するか上位を独占している。2006年には、アイルランドの地方代表ビッグスリーがリーグの1位から3位を占めた。ビッグスリーの各チームは少なくとも1度リーグを制している。レンスターはリーグの創設年度の2002年と2008年、2013年、2014年、2018年に優勝した。アルスターは2006年に唯一のタイトルを手にした。マンスターは2003年、2009年、2011年に優勝した。4つ目の地方代表であるコナートは2016年にプロ12のプレーオフに初めて進出し、さらにタイトルを手にした。
地方代表より下のレベルのクラブはプロ時代におそらくいくらかの損害を被った。トップ選手はほぼ例外なく地方代表チームのためにプレーした。クラブのためにプレーするには稀であり、大抵は怪我からの復帰のため、あるいは調子を追としたためであった。クラブをより魅力的にするために、クラブの精神を維持したまま、クラブ構造の変更が進行中である。
2009年5月2日にクローク・パークで開催された試合では、レンスターがマンスターを25対6で破った。観客動員数72,208人はクラブラグビーユニオンの試合の世界記録を塗り替えた。
2011年12月、IRFUは新たな指針を発表した。そのほとんどは2013-14シーズンに効力を発揮した。新指針は、海外選手のプロ契約を制限するものだった。この指針はホームグロウン選手の成長を奨励するために設計された。レンスター、マンスター、およびアルスターは、アイルランド代表の資格を持たない選手が各ポジションに1名に制限された。加えて、地方代表チームはこれらの規則に合わない新たな契約への更新あるいは締結が許されなかった。この指針の下では、全ての故障代替選手もアイルランド資格のある選手でなければならず、各地方代表チームはトップチームでは海外選手が明確に5人に限定された。コナートはこの指針の対象ではない。コナートはIRFUとの別の振興合意書に署名した。この合意には、ウクライナ代表Nick McCarthyの契約についての批判を受けて、おそらく海外選手に対する類似した制限が含まれる。

## 大会

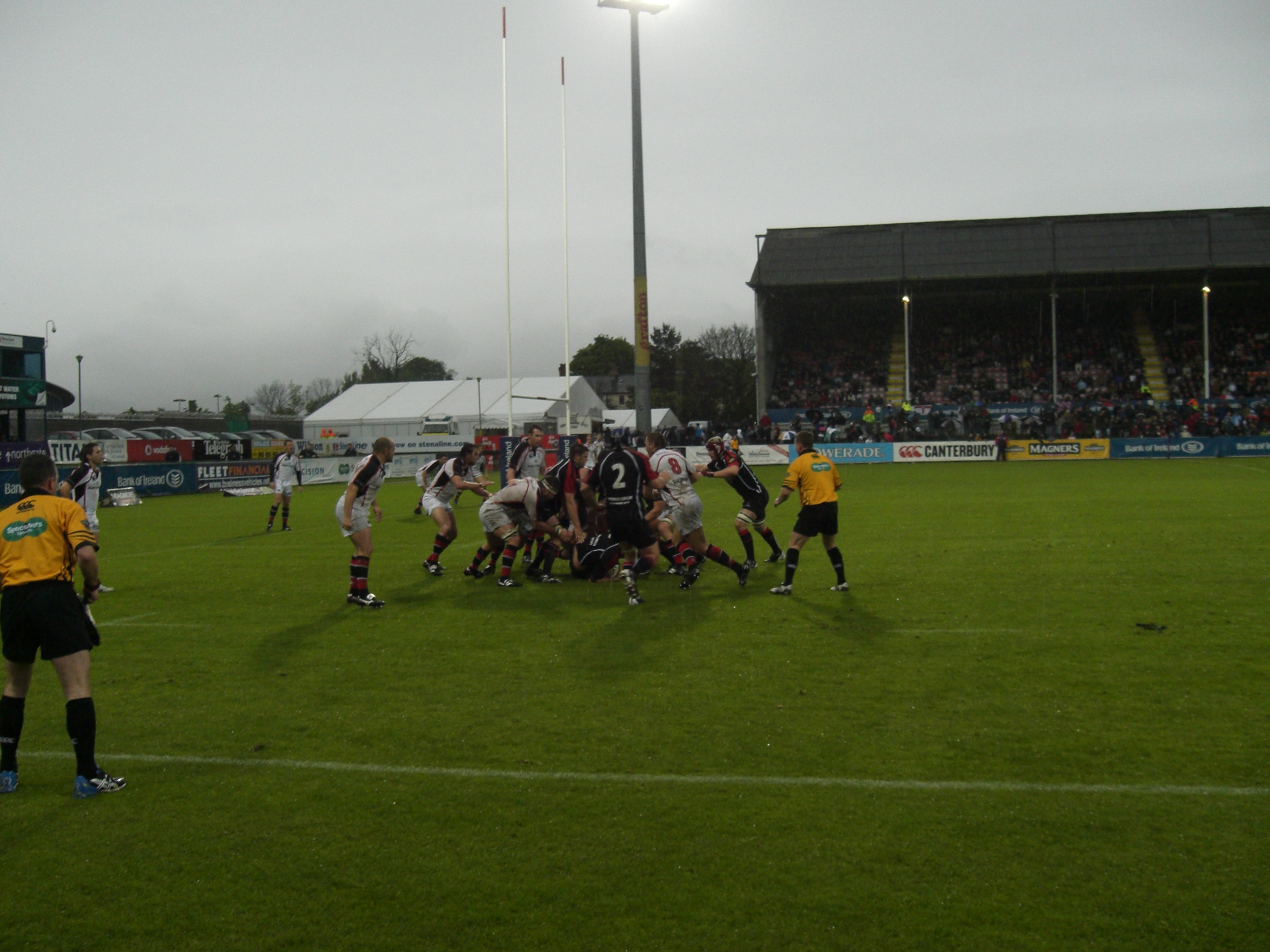
ケルティックリーグにおけるアルスター対エディンバラ

アイルランド代表は毎年開催されるシックス・ネイションズと夏季および秋季のテストシリーズに参加し、4年に1度開催されるラグビーワールドカップにも参加する。アイルランドのA代表（セカンドチーム）（2010年2月からアイルランド・ウルフハウンズと呼ばれる）は過去にチャーチルカップと呼ばれるより小規模の大会に参加したが、2010年と2011年に開催された最後の2大会には参加しなかった。
アイルランドの地方代表チームは、ウェールズの地域代表、スコットランドのディストリクト代表合同チームと戦うプロ14（当初はケルティックリーグ。その後、マグナーズ、ラボバンクのRaboDirect支社、そして現在はギネスがスポンサーとなった）に参加し、プロ14には2010-11以降はイタリアのフランチャイズが、2017-18からは南アフリカの地域代表が参加している。歴史的に、レンスター、マンスター、およびアルスターはハイネケンカップに参加した。コナートは通常はヨーロピアンチャレンジカップに参加したが、2011年にレンスターがハイネケンカップで優勝したおかげで、2011-12シーズンにハイネケンカップの初舞台を踏んだ。同様に、2012年の決勝戦がアイルランド対決だったため、コナートは2012-13シーズンにハイネケンカップに戻ることができ、そして2013年にレンスターがチャレンジカップを制したことで2013-14にもコナートはハイネケンカップに出場した。
2014-15から、ハイネケンカップとヨーロピアンチャレンジカップはそれぞれ新たなプロクラブ大会、ヨーロピアンラグビーチャンピオンズカップとヨーロピアンラグビーチャレンジカップに置き換わったが、これらの大会は前身大会の歴史を引き継ぎていると主張している。2017-18から、プロ14のヨーロッパの上位7チーム（すなわち南アフリカの2チームは除外される）に国に関係なく翌シーズンのチャンピオンズカップの出場権が与えられる。それまでは、前シーズンのプロ12の順位表のアイルランドチームの中で最上位に自動的にチャンピオンズカップの出場権が与えられ、その他のアイルランドのチームは3位以内に入れば出場権が与えられた。また2017-18からは、プロ14からプレイオフがなくなった。プロ14に参加するチャンピオンズカップ出場権を持たない全てのヨーロッパのチームはチャレンジカップでプレーすることになる。
ラグビーの大会は19世紀末から行われており、現代のマンスター、レンスター、アルスター、コナート間の地方対抗戦は1920年に初めて争われ、最も古い地方対抗試合はレンスターとアルスターの間で行われた。
アイルランド国内のリーグがオールアイルランド・リーグである。このリーグは1990年に始まり、現在は4つのディビジョン（1A、1B、2A、2B）に拡張された。
レンスター、マンスター、およびアルスター地方のA代表3チームは2009-10に始まったブリティッシュ・アンド・アイリッシュ・カップに参加してきた。コナート地方のA代表は2012-13に参加チーム数が24から32に拡大された時に参加した。2013-14には、参加チーム数が24チームに戻ったが、アイルランドの全4地方の代表はそれぞれA代表をこのカップ戦に派遣し続けている。2013-14から、このカップ戦はスコティッシュ・プレミアシップから4クラブ、ウェルシュ・プレミア・ディビジョンから4クラブ、イングランドのRFUチャンピオンシップの全12クラブが顔を連ねてきた。

### 競技人口

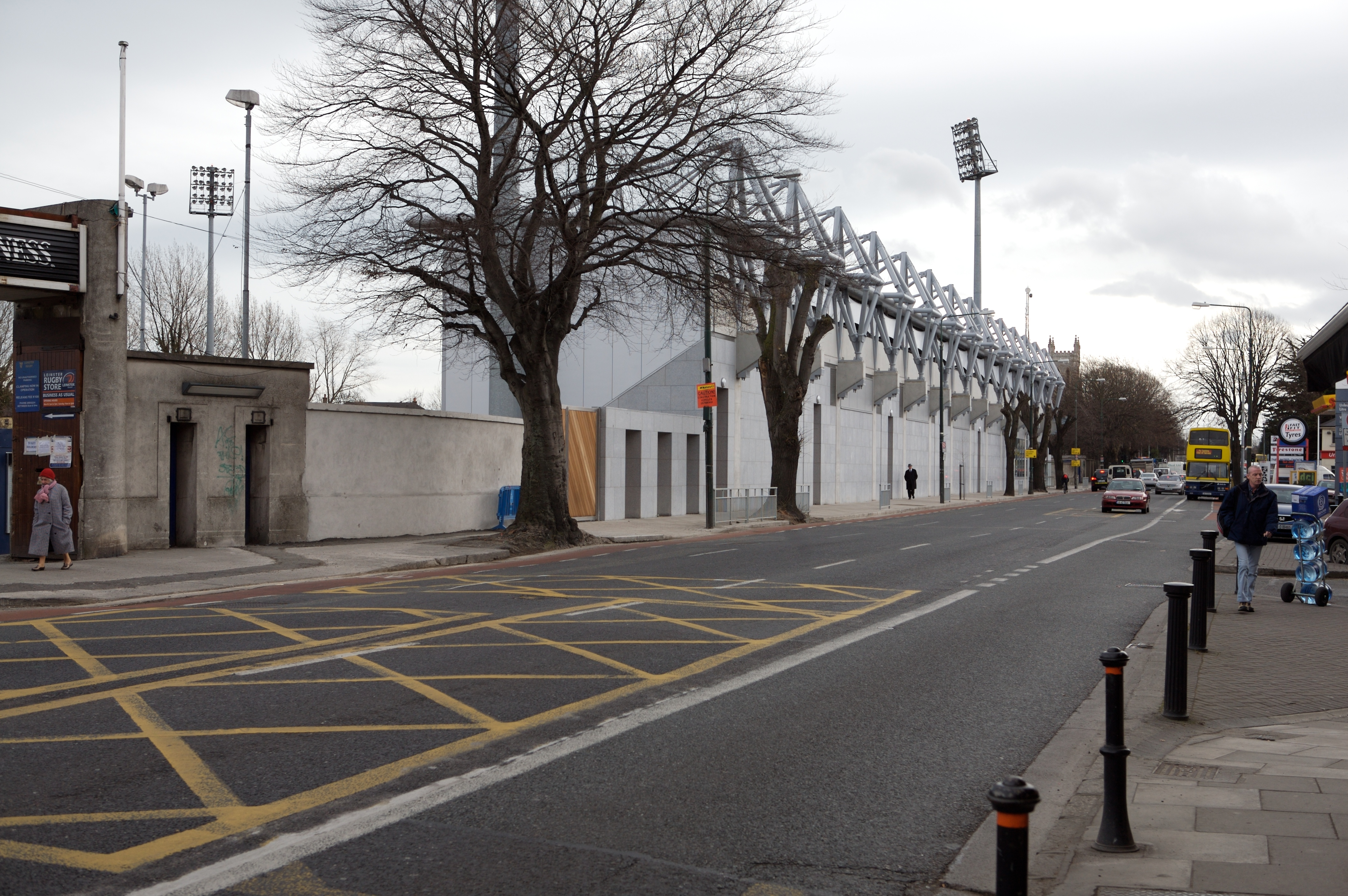
ドニーブルック・スタジアム（ダブリン）の外

IRFUの2006-2007年次報告書はアイルランド内の競技人口を以下のように報告した。
- 成人男子選手: 21740
- 女子選手: 1756
- 中等学校選手: 23586
- ユース選手: 12472
- ミニラグビー選手: 10967
- 初等教育: 32209
- 合計: 100974

### スタジアムと観客
プロ時代の到来と現在プロ14およびヨーロッピアンラグビーチャンピオンズカップと呼ばれる大会の出現によって、ラグビーユニオンはアイルランドにおける主要な見るスポーツとなった。ヨーロピアンカップの試合は一般的に全ての地方においてよく指示され、準々決勝や準々決勝の試合ではダブリンのランズダウン・ロードが大入り満員となる。アルスター、マンスター、およびレンスターは全てハインラインの優勝経験がある。過去に、アルスターは当時のケルティックリーグの観客動員数で3年連続1位となり、コナート、マンスター、およびレンスターの観客も年々増え続け、マンスターとレンスターは地方/クラブ戦の観客動員数の世界記録を作った。
マンスターは2008年に完了したプロジェクトで伝統的なホームスタジアムであるトモンド・パークの大規模な改修と拡張を行った。ダブリン王立協会は同時期に所有する RDSアリーナを拡張した。そのためレンスターはRDSアリーナを主ホームスタジアムとしたが、ドニーブルック・スタジアムに所在する自身の伝統的な競技場の拡張を計画していた。ドニーブルックの拡張計画が頓挫した後、レンスターはRDSに留まることを選択した。コナートは2011/2012シーズンに間に合うように競技場の拡張と改修事業を完了し、スタジアムには「クラン・テラス」と呼ばれる屋根付きテラスが建設された。そして2014年、アルスターはレイヴンヒル・スタジアムの現代的な18000人収容可能なスタジアムへの完全な改築を完了した。マンスターは現在マスグレイブ・パークの副ホームで新スタンドの建設作業中である。
アビバ・スタジアムの落成前、アイルランド代表の試合は最弱国との対戦以外は全て完売し、ランズダウン・ロードの改築の間にクローク・パークで行われた試合では、観客動員数はいつも8万人に達した。しかしながら、2010年のアビバ・スタジアムでの初のテストマッチのチケットは完売せず、期待外れに終わった。メディアのレポートは、これが大部分は不安定な経済状況においてほとんど意味がないIRFUのチケット販売戦略によるものだと指摘した。より近年のテストマッチは満員に近い観客を集めており、アイルランドのシックス・ネイションズのホーム全戦は完売もしくは完売に近い。

## ナショナルチーム

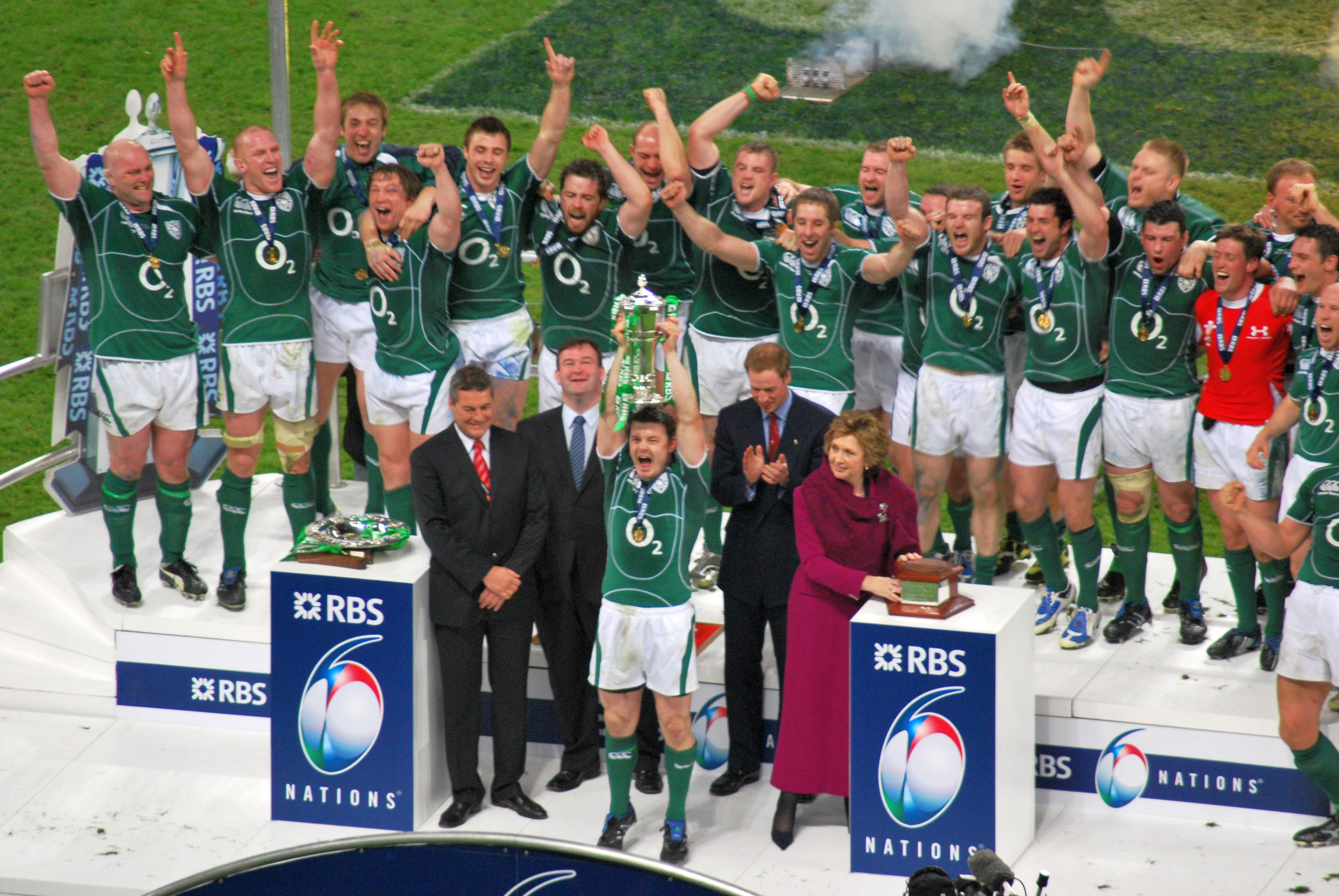
シックス・ネイションズ杯を掲げるブライアン・オドリスコル（2009年）。

### 男子ナショナルチーム
アイルランドナショナルチームはワールドラグビーによってファースト・ティアと見なされている。アイルランドは毎年シックス・ネイションズ・チャンピオンシップでヨーロッパの強豪と戦っている。
4年毎に、アイルランド、イングランド、スコットランド、ウェールズから選出された選手で構成されるブリティッシュ・アンド・アイリッシュ・ライオンズが遠征を行う。

トップ・ティアの全ての国や下位ティアの多くの国と同様に、アイルランドもA代表を立てる。A代表は、将来的にフル代表となる可能性のある若い才能を述ばすことを第一に意図したフル代表に次ぐレベルのナションである。2010年2月以降、IRFUはA代表をアイルランド・ウルフハウンズとしてリブランドした。ウルフハウンズは一般的にその他の主要な欧州強豪国のA代表や下位ティア国のフル代表とプレーする。
IRFUはラグビーセブンズのアイルランドナショナルチームも立てる。セブンズチームは主要な4年ごとの大会 — 夏季オリンピックとラグビーワールドカップセブンズ — の予選で戦う。
IRFUは20歳以下のヨーロッパおよび世界の国々の20歳以下のナショナルチームと戦うU-20ラグビーアイルランド代表も組織する。

### 女子ナショナルチーム
アイルランドは2013女子シックス・ネイションズ・チャンピオンシップでグランドスラムを達成した。
女子ラグビーワールドカップ2014の予選ラウンドではニュージーランドを17対14で破った。また、2014年のワールドカップをそれまでの最高位で終えた（3位決定戦でフランスに18対25で敗れた）。2015年のシックス・ネイションズでは優勝。2017年には初めてワールドカップの開催国となった（8位決定戦でウェールズに17対27で敗れた）。